# Stuttgart Indoor 1979
Lo Stuttgart Indoor 1979 è stato un torneo di tennis giocato sul cemento indoor. È stata la 1ª edizione dello Stuttgart Indoor, che fa parte del Colgate-Palmolive Grand Prix 1979. Si è giocato a Stoccarda in Germania, dal 26 marzo al 1º aprile 1979.

## Campioni

### Singolare
Wojciech Fibak ha battuto in finale  Guillermo Vilas con il punteggio di 6–2 6–2 3–6 6–3

### Doppio
Wojciech Fibak /  Tom Okker hanno battuto in finale  Bob Carmichael /  Brian Teacher con il punteggio di 6–3, 5–7, 7–6